# Меньо-Тозья
Меньо́-Тозья́ (фр. Maignaut-Tauzia) — коммуна во Франции, находится в регионе Юг — Пиренеи. Департамент — Жер. Входит в состав кантона Валанс-сюр-Баиз. Округ коммуны — Кондом.
Код INSEE коммуны — 32224.

## География
Коммуна расположена приблизительно в 580 км к югу от Парижа, в 90 км западнее Тулузы, в 31 км к северо-западу от Оша.
На северо-западе коммуны протекает река Баиз.

## Климат
Климат умеренно-океанический. Лето жаркое и немного дождливое, температура часто превышает 35 °С. Зимой часто бывает отрицательная температура и ночные заморозки. Годовое количество осадков — 700—900 мм.

## Население
Население коммуны на 2010 год составляло 220 человек.
| 1962 | 1968 | 1975 | 1982 | 1990 | 1999 | 2010 |
| ---- | ---- | ---- | ---- | ---- | ---- | ---- |
| 154  | 169  | 142  | 142  | 195  | 181  | 220  |

## Администрация
| Период | Период | Фамилия       | Партия                              | Примечания |
| ------ | ------ | ------------- | ----------------------------------- | ---------- |
| 1977   | 1995   | Жан Салаэн    | беспартийный                        |            |
| 1995   | 2020   | Франсис Дюпуи | Французская коммунистическая партия |            |

## Экономика
В 2010 году среди 145 человек трудоспособного возраста (15-64 лет) 107 были экономически активными, 38 — неактивными (показатель активности — 73,8 %, в 1999 году было 69,7 %). Из 107 активных жителей работали 100 человек (52 мужчины и 48 женщин), безработных было 7 (5 мужчин и 2 женщины). Среди 38 неактивных 6 человек были учениками или студентами, 18 — пенсионерами, 14 были неактивными по другим причинам.

## Достопримечательности
- Замок Тозья[фр.] (XIII век). Исторический памятник с 1942 года[4]
- Замок Меньот
- Средневековые ворота-башня
- Голубятня — таможня и фонтан (XIX век). Исторический памятник с 2010 года[5]

## Фотогалерея

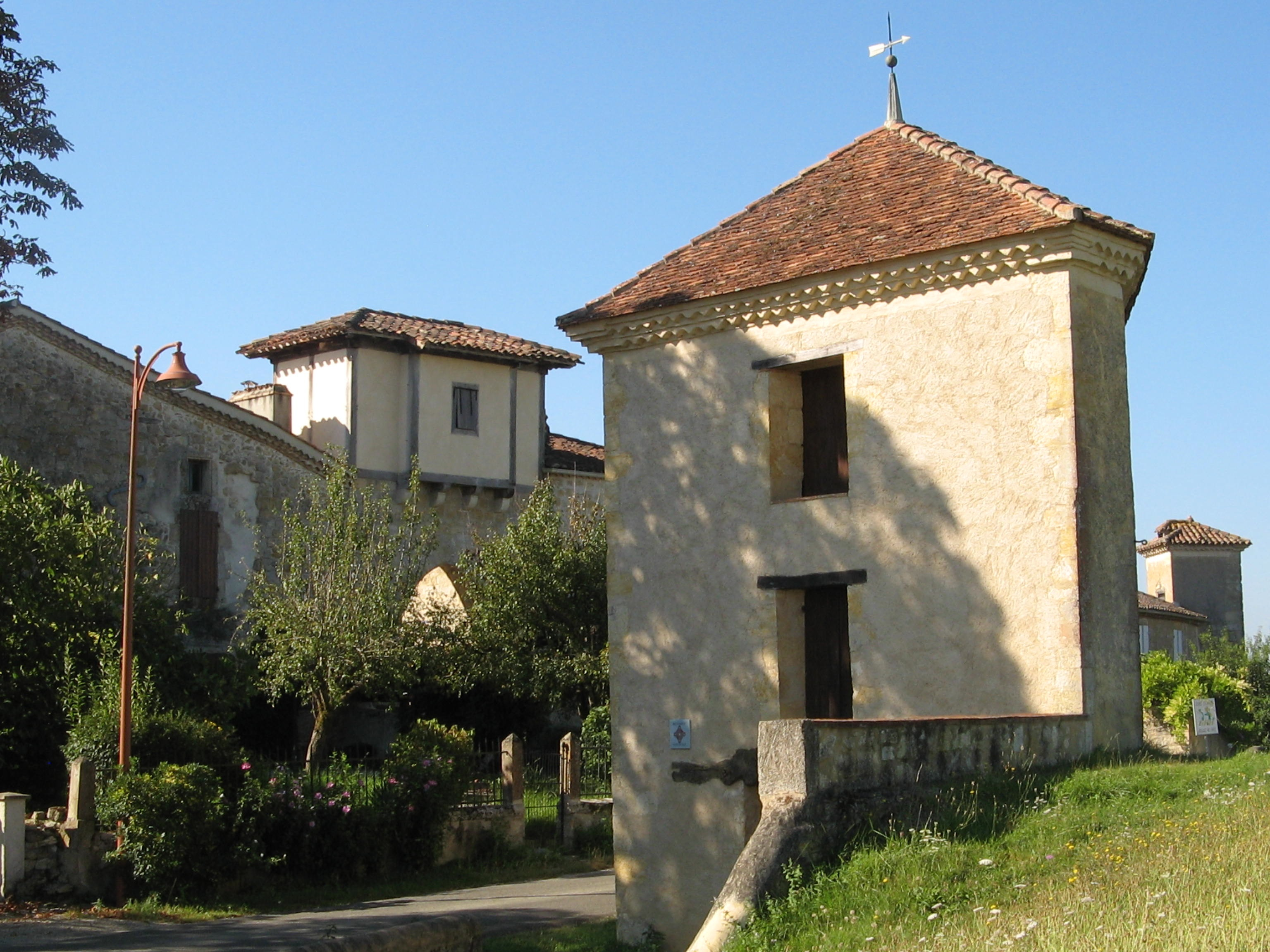
Голубятня
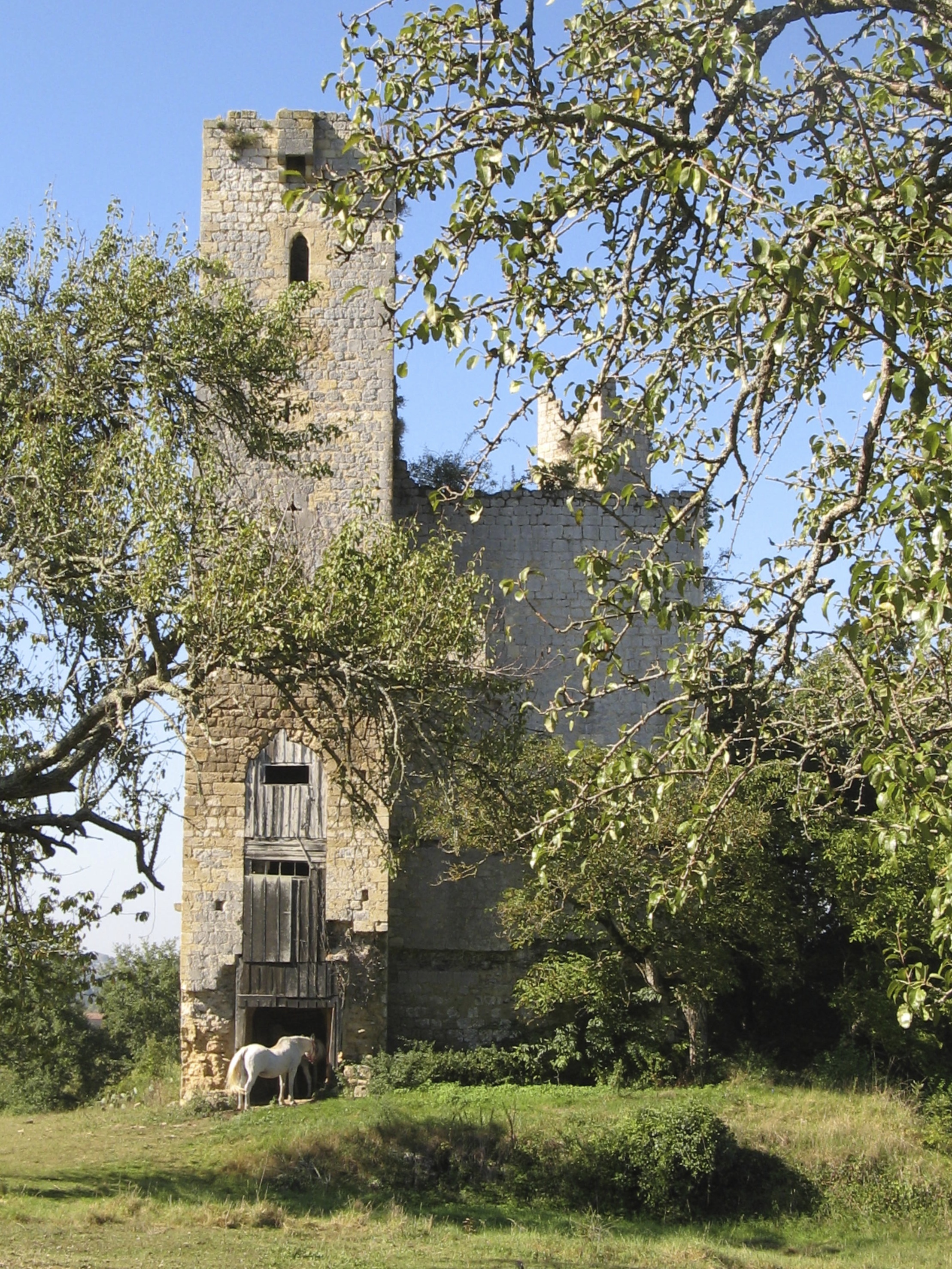
Замок Тозья
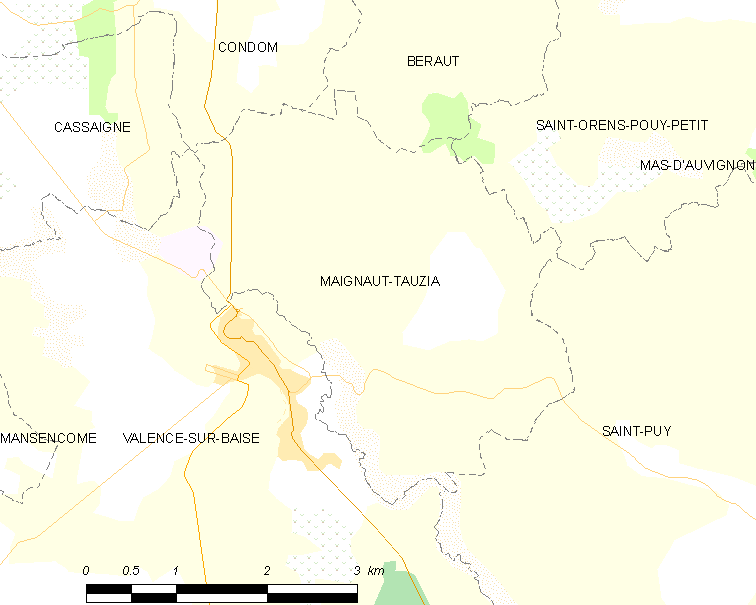
Карта коммуны